# جيمي إليوت
جيمي إليوت (بالإنجليزية: Jimmy Elliott)‏ (1 يناير 1891 ببيتربرة في المملكة المتحدة - ) هو مدرب كرة قدم ولاعب كرة قدم بريطاني (وحمل سابقاً جنسية المملكة المتحدة لبريطانيا العظمى وأيرلندا) في مركز الوسط. لعب مع توتنهام هوتسبير ونادي برينتفورد.